# 街版
街版（가판、カバン）とは、韓国の新聞業界の習慣で、翌日の朝刊を前日の深夜に出すもの。夕刊の遅版と考えてもいい。

## 概要
朝刊に遅配がないよう、この制度が発達した。もともと中央集権の伝統のある韓国では、ソウルの印刷所のみで出版し、翌朝には済州島にまで届けなければならず、高速道路が発達していない時代には、前日の深夜には刷り上げていなければならなかった。
街版全盛の頃には、街版を見て各新聞がスクープを競ったり、記事の正確性を相互監視したり、政治家が自己に批判的な記事をチェックしたりしたものである。
2005年3月5日に廃止。